# Eunica maia
Eunica maia är en fjärilsart som beskrevs av Fabricius 1775. Eunica maia ingår i släktet Eunica och familjen praktfjärilar. Inga underarter finns listade i Catalogue of Life.